# Indicatifs régionaux 519 et 226
Les indicatifs régionaux 519, 226 et 548 sont les indicatifs téléphoniques régionaux qui couvrent la plupart du sud-ouest de l'Ontario, au Canada, y compris notamment les villes de London, Windsor, Kitchener et Waterloo. La principale compagnie de téléphone titulaire de cette région est Bell Canada, bien qu'il y ait quelques petites compagnies de téléphone indépendantes en milieu rural. 

## Historique
Avant que la région 519 fut établie en 1953, le sud-ouest ontarien faisait partie des régions 416 et 613. En 1957, des portions des régions 519 et 613 étaient transférées dans le nouvel indicatif régional 705.
Le 21 octobre 2006, l'indicatif régional 226 est créé et chevauche dès lors le territoire de l'indicatif 519,. 
Le 4 juin 2015, l'indicatif régional 548 est créé et chevauche les deux indicatifs régionaux existants.

## Centres tarifaires de la région 519
- Acton (226)-298 327 828, (519)-853, 929
- Alvinston  (226)-471 716 846, (519)- 847 898
- Amherstburg (226)-477, (519)-713 730 736
- Arkona — voyez Lambton Shores
- Arthur  (226)-443, (519)-848
- Atwood  (226)-816, (519)-356
- Aylmer -(226)-342 545, (519)-765 773 779
- Ayr  (226)-556 642, (519)-394 547 632
- Baden  (226)-355, (519)-214 556 634
- Bayfield  (226)-441, (519)-565
- Beachville  (519)-423
- Belle River (226)-409 478, (519)-715 728
- Blenheim (Chatham-Kent)  (226)-367, (519)-676
- Bothwell (Chatham-Kent)  (226)- 834, (519)-695
- Brantford (226)-208 227 250 267 269 368 381 387 388 400 401 403 450 493 583 730 802 851 920 922 933 934 937 938, (519)-209 304 309 512 516 717 720 732 750 751 752 753 754 755 756 757 758 759 761 770 771 774 802 805 861 865 900
- Breslau (226)-366 632, (519)-213 648
- Bright's Grove  (226)-469, (519)-869 908
- Brussels (226)-889 890, (519)-887
- Burford  (226)-659, (519)-449
- Burgessville  (519)-424
- Caledon (519)-316 927
- Pour la municipalité fusionnée Cambridge, voyez Galt, Hespeler et Preston.
- Pour la municipalité fusionnée Chatham-Kent, voyez Blenheim, Bothwell, Chatham, Dresden, Highgate, Ridgetown, Thamesville, Tilbury, Wallaceburg et Wheatley
- Chatham (centre) (226)-205 229 281 282 312 404 494 626 627 671 798 799 830 881 882 996, (519)-350 351 352 354 355 358 359 360 365 380 388 397 401 436 437 480 598 784 809 917
- Chatsworth (519) -794
- Chesley (226)-433, (519) -363
- Clifford (519) -327
- Clinton (226)-420 447 455 457, (519)-233 482 606 607
- Cottam (519)-839
- Corunna  (226)-468, (519)-481 813 862
- Courtright  (226)-371 467, (519)-431 867
- Delhi  (226)-549, (519)-582
- Dorchester (519)-202 268 499
- Drayton (226)-223 818, (519)-638
- Dublin  (226)-302, (519)-345
- Dundalk  (519)-923
- Dungannon (519)-529
- Durham (226)-258 432, (519)-369
- Elmira (226)-266, (519)-210 669 910
- Elora (226)-369 384 963, (519)-413 846
- Erin  (519)-315 833
- Essex (226)-479, (519)-776 961
- Exeter  (226)-393 423 735, (519)-235 297
- Fergus (226)-370 383 961, (519)-407 787 843
- Flesherton (519)-924
- Forest - voyez Lambton Shores
- Galt (Cambridge) (226)-318 362 474 533 616 765 894, (519)-231 267 543 618 620 621 622 623 624 629 740
- Glencoe  (226)-427 488 690, (519)-287
- Goderich (226)-222 421 939 963, (519)-440 441 524 525 605 612 891 955
- Gorrie  (519)-335
- Grand Bend — voyez Lambton Shores
- Grand Valley (519)-928
- Granton  (519)-225
- Guelph (226)-203 217 251 299 314 326 343 361 486 500 706 780 790 820 821 962 971 979, (519)-265 341 362 400 500 515 546 553 710 731 760 763 766 767 780 803 820 821 822 823 824 826 827 829 830 831 835 836 837 838 840 993 994
- Hanover (226)-434, (519)-364 506
- Harriston  (226)-429, (519)-338 510
- Harrow  (226)-207 480, (519)-738
- Hepworth  (226)-437, (519)-935
- Hespeler (Cambridge) (226)-201 218 243 319 362 475 566 696 755 887 924, (519)-212 220 221 222 223 224 230 239 240 241 242 244 248 249 277 651 654 658 700 714 716 841
- Highgate (Chatham-Kent) (226)-831, (519)-678
- Hillsburgh (519)-308 855
- Holstein (519)-334
- Ilderton (226)-308, (519)-298 666, (548)
- Ingersoll (519)-303 425 485 926
- Inwood (519)-844
- Jarvis (226)-513 630, (519)-587
- Kerwood  (519)-247
- Kincardine (226)-396, (519)-396
- Kingsville (519)-712 733
- Kitchener-Waterloo (226)-214 220 240 241 243 317 336 338 339 359 399 444 476 499 581 592 600 606 646 666 647 673 686 747 748 749 750 751 772 789 791 792 806 808 868 898 929 972 978 986 987 988 989, (519)-208 240 279 340 342 404 465 489 496 497 498 500 501 502 503 504 505 513 514 554 568 569 570 571 572 573 574 575 576 577 578 579 580 581 584 585 588 589 590 591 593 594 597 603 616 635 707 721 722 725 729 741 742 743 744 745 746 747 748 749 772 778 781 783 804 807 880 883 884 885 886 888 893 894 895 896 897 904 954 957 998
- Lambeth (519)-652
- Lambton Shores (226)-331 520 521 (519)-238 243 296 786 828 899
- LaSalle  (226)-675, (519)-734 970 978
- Leamington (226)-202 936, (519)-322 324 325 326 329 398 613
- Lion's Head  (519)-793
- Listowel (226)-306 430 622 767 885, (519)-291 292 418 444 492 815
- London (226)-209 213 219 224 234 235 236 237 238 239 260 268 270 271 272 289 305 316 358 373 374 376 377 378 380 385 448 456 580 582 599 636 663 667 678 680 688 700 721 777 781 785 884 919 925 926 927 928 968 969 973 977 980 981 982 983 984 985, (519)-200 203 204 266 280 281 282 286 317 318 319 430 432 433 434 435 438 439 451 452 453 455 457 471 472 473 474 476 488 494 495 518 520 521 552 601 614 615 617 619 630 636 639 640 641 642 643 645 646 649 657 659 660 661 663 667 668 670 671 672 673 675 679 680 681 685 686 690 691 694 697 701 702 709 719 777 789 808 850 851 852 854 857 858 859 860 868 870 871 872 873 878 902 907 913 914 930 931 932 933 936 937 951 953 963 964
- Long Point (519)-586
- Lucan  (226)-304, (519)-227
- Lucknow  (519)-528, 812
- Lynden (226)-731 764, (519)-647
- Maidstone  (226)-252, (519)-737
- Markdale  (226)- 278, (519)-986
- Meaford  (226)-662, (519)-538
- Melbourne  (519)-289
- Merlin  (519)-689
- Mildmay (226)-454, (519)-367
- Milverton  (226)-439, (519)-595
- Mitchell  (226)-303, (519)-348
- Monkton  (226)-817, (519)-347
- Mount Brydges  (226)-490, (519)-264 559
- Mount Forest (226)-445 853 991, (519)-261 313 314 321 323 509 604
- Nairn  (226)-329, (519)-232
- Neustadt  (226)-428, (519)-799
- Newbury  (519)-693
- New Dundee  (226)-565, (519)-391 413 696
- New Hamburg  (226)-333, (519)-545 662
- Norwich  (226)-325, (519)-468 863
- Oil Springs  (226)-372 466, (519)-834
- Orangeville (226) -200 259 850 882 (519)-215 216 217 278 288 307 415 806 938 939 940 941 942 943
- Owen Sound (226)-256 277 379 424 664 668 884 909 910 923 974, (519)-270 370 371 372 373 374 375 376 377 378 379 387 416 447 470 477
- Palmerston (226)-431, (519)-343 417
- Paris (226)-225 733, (519)-302 442
- Parkhill  (519)-294 459
- Pelee  (519)-724
- Petrolia (226)-465 738, (519)-882
- Port Dover  (519)-583
- Port Elgin (226)-453 930 992, (519)-385 386 389 706 708 832
- Port Franks — voyez Lambton Shores
- Port Rowan (519)-586
- Port Stanley (226)-658, (519)-782
- Preston (Cambridge) (226)-204 473 535, (519)-201 219 650 653 920 947
- Ridgetown (Chatham-Kent)  (226)-364, (519)-674
- Ripley  (519)-395
- Rockwood  (226)-328 838, (519)-605 856
- Sarnia (226)-254 313 349 357 402 472 672 718 776 778 784 886 932 964, (519)-312 328 330 331 332 333 336 337 339 344 346 381 383 384 402 464 466 479 490 491 541 542 704 918
- Sauble Beach  (226)-438, (519)-422
- Seaforth  (519)-522 527 600
- Sebringville  (519)-393
- Shedden  (519)-764
- Shelburne  (519)-306 925
- Simcoe (226)-206 330 440 514 567 931, (519)-410 420 426 427 428 429 718 909
- Stratford  (226)-300 354 584 633 766 779 786 852 880 921 999  (519)-271 272 273 274 275 276 301 305 508 703 801 814 949
- St. Clements  (226)-255, (519)-218 407 699
- St. Jacobs  (226)-288, (519)-206 664 906
- St. Marys  (226)-301 661, (519)-284
- St. Thomas (226)-210 212, (519)-207 631 633 637
- Strathroy (226)-726, (519)-205 245 246 299
- Southampton (226)-435, (519)-483 797
- Tara (519)-934
- Tavistock (519)-412 655
- Tecumseh  (226)-676, (519)-478 735 739 956 979
- Teeswater (519)-392
- Thamesford  (519)-285 295 557
- Thamesville (Chatham-Kent)  (226)-249, (519)-692
- Thedford  See Lambton Shores
- Thornbury  (226)-665, (519)-599
- Thorndale  (226)-561, (519)-461 609
- Tilbury (Chatham-Kent)  (226)-832, (519)-607 682
- Tillsonburg (226)-231 351 352 970 993, (519)-407 544 550 688 842 983
- Tiverton (519)-361 368
- Tobermory  (519)-596
- Wallaceburg (Chatham-Kent)  (226)-833, (519)-626 627 628
- Walkerton (226)-257 436 990, (519)-507 540 881 889 901
- Wardsville (226)-670, (519)-693
- Waterford  (519)-443
- Watford  (226)-462 720 848, (519)-849 876
- Wellesley  (226)-244 660, (519)-406 656
- Wheatley (Chatham-Kent) (226)-248 484 617 618 619, (519)-825
- Wiarton  (226)-439, (519)-534
- Windsor (226)-216 221 246 260 280 315 344 345 346 347 348 350 356 526 620 674 757 758 773 774 782 783 787 788 826 935 946 965 975,  (519)-250 251 252 253 254 255 256 257 258 259 300 419 551 560 561 562 563 564 566 567 790 791 792 796 800 816 817 818 819 890 903 915 916 919 944 945 946 948 960 962 965 966 967 968 969 971 972 973 974 977 979 980 981 982 984 985 987 988 989 990 991 992 995 996 997 999
- Wingham (226)-422 995, (519)-357 450 530 531 912
- Woodstock (226)-228 232 242 253 853 883 888, (519)-290 320 421 456 469 532 533 535 536 537 539 602 606 708
- Wyoming  (226)-307 461, (519)-845